# ستيفان ستيفانوفيتش
ستيفان ستيفانوفيتش هو لاعب كرة قدم صربي في مركز الوسط، ولد في 28 يونيو 1984 في نيش في صربيا. لعب مع تيموك زاييتشار ورادنيتشكي نيش.